# 62.º Regimiento Aéreo
El 62.º Regimiento Aéreo (62. Flieger-Regiment) fue una unidad de la Luftwaffe de la Alemania nazi.

## Historia
Fue formado el 16 de agosto de 1942, a partir del 62º Regimiento de Instrucción Aérea. En octubre de 1942 es renombrado como 9.ª División de Campaña de la Luftwaffe.